# يوجين رايموند الثالث
يوجين رايموند الثالث هو سياسي أمريكي، ولد في 16 مارس 1916 في فيلادلفيا في الولايات المتحدة، وتوفي في 17 يونيو 2014 في Pennsauken Township, New Jersey ‏ في الولايات المتحدة. نشط حزبياً في الحزب الجمهوري. وقد انتخب عضو جمعية نيوجيرسي العامة ‏.